# حنا ليبكيفسكا
حنا ليبكيفسكا (بالأوكرانية: Ганна Костівна Липківська؛ 18 مايو 1967 - 24 مارس 2021) كانت عالمة مسرح أوكرانية.

## السيرة الشخصية
في عام 2011 فازت بجائزة الدراسات المسرحية والنقد المسرحي من الاتحاد الوطني لممثلي المسرح الأوكراني. درست في جامعة كييف الوطنية آي كيه كاربينكو كاري للسينما والتلفزيون.
توفيت ليبكيفسكا في كييف في 24 مارس 2021، عن عمر يناهز 53 عامًا من جراء كوفيد 19 أثناء الجائحة في أوكرانيا.